# Bernal Lecture
A Bernal Lecture foi uma palestra sobre a função social da ciência organizada pela Royal Society de Londres dotada pelo professor John Desmond Bernal. Foi apresentada pela última vez em 2004, sendo depois fundida com a Wilkins Lecture e a Medawar Lecture para formar a Wilkins-Bernal-Medawar Lecture.

## Lista de lecturers
| Ano  | Nome                    | Lecture | Notas |
| ---- | ----------------------- | --- | ----- |
| 1971 | Eric Ashby              | Science and Antiscience. | —     |
| 1974 | Conrad Hal Waddington   | The new Atlantis revisited. | —     |
| 1977 | Pyotr Kapitsa           | Scientific and social approaches for the solution of global problems.                                                                                        | —     |
| 1980 | John Maynard Smith      | Science, ideology and myth. | —     |
| 1983 | John Ziman              | The collectivization of science. | —     |
| 1986 | Walter Bodmer           | The public understanding of science. | —     |
| 1989 | Walter Perry            | Science and education. | —     |
| 1992 | Alec Jeffreys           | Molecular sleuthing: the story of DNA fingerprinting. (Sci. publ. Affairs Autumn 1993, 24.) (Delivered in 1993 in London and Keele.)                         | —     |
| 1995 | William Stewart         | UK Science and Technology policy: a perspective from the past, a vision for the future. (Sci. publ. Affairs, Spring 1996.) (Delivered in London and Dundee.) | —     |
| 1998 | Tom Blundell            | The networking of academic and industrial research: the UK phenomenon. (Delivered in London and York.)                                                       | —     |
| 2001 | Alan Lindsay Mackay     | JD Bernal: his legacy to science and to society (Delivered in London.).                                                                                      | —     |
| 2004 | Michael Joseph Crumpton | Are low-frequency environmental fields a health hazard? | —     |